# Adagnesia
Adagnesia is een geslacht uit de familie Agneziidae en de orde Phlebobranchia uit de klasse der zakpijpen (Ascidiacea).

## Soorten
- Adagnesia antarctica Kott, 1969
- Adagnesia bifida Millar, 1970
- Adagnesia cautis Monniot C., 1991
- Adagnesia charcoti Monniot C. & Monniot F., 1973
- Adagnesia fissa Monniot F. & Monniot C., 1976
- Adagnesia henriquei Monniot C. & Monniot F., 1983
- Adagnesia opaca Kott, 1963
- Adagnesia pacifica Sanamyan & Sanamyan, 1998
- Adagnesia rimosa Monniot C. & Monniot F., 1974
- Adagnesia venusta Kott, 1985
- Adagnesia vesiculiphora Nishikawa, 1982
- Adagnesia weddelli Monniot C. & Monniot F., 1994